# Cretio
Cretio — w prawie rzymskim sposób nabycia spadku polegający na ustnym, formalnym, złożonym wobec świadków oświadczeniu woli dziedzica o przyjęciu spadku.